# Nàiades (mitologia)
|  | Aquest article tracta sobre l'ésser mitològic. Si cerqueu el satèl·lit de Neptú, vegeu «Nàiade (satèl·lit)». |

En la mitologia grega, les nàiades (en singular, nàiada o nàiade, del grec Ναϊάς, Ναϊάδες) són unes divinitats menors, categoritzades com a nimfes, que personificaven l'aigua de brolladors, llacs i fonts. Segons Homer, són filles de Zeus, però es relacionen també amb Posidó o amb Ocèan, o són, simplement, filles del déu del riu on viuen o on aporten les seves aigües.
Totes les fonts famoses tenien la seva nàiada, i en cada cas amb un nom i una llegenda pròpia. És coneguda la nàiada Aretusa, a Siracusa, de qui es deia que era una nimfa d'Acaia i companya d'Àrtemis. De vegades una font només tenia una nàiada, però d'altres la mateixa font en tenia moltes, que es consideraven germanes i iguals entre elles.
A les nàiades hom els atribuïa propietats curatives bevent o banyant-se en les seves aigües, encara que, en alguns casos, el bany o el simple fet de veure-les es considerava un sacrilegi que comportava les represàlies de les nàiades.
Equivalen a les camenes de la mitologia romana, i segurament es podrien considerar anàlogues a les goges de les Estunes.